# خوش‌مقام
{{جعبه اطلاعات روستای ایران
|نام‌رسمی=خوش مقام
|روی‌نقشه=
|عرض‌جغرافیایی=
|طول‌جغرافیایی=
|تصویر=
|اندازه‌تصویر=
|برچسب‌تصویر=
|استان=کردستان
|شهرستان=بیجار
|بخش= بخش مرکزی
|دهستان=سیاه منصور
|نام‌محلی=
|نام‌های‌دیگر=
|نام‌های‌قدیمی=
|سال‌بنیاد= اطلاعات دقیقی از تاریخ روستای خوش مقام در دسترس نیست اما طبق شواهد محلی این روستا قبل از ورود اسلام به ایران بنا نهاده شده است 
|جمعیت= ۴۹۰ نفر
|رشدجمعیت=
|تراکم‌جمعیت=
|زبان=
|مذهب=
|مساحت=
|ارتفاع=
۱۸۵۰ |میانگین‌دما=
|میانگین‌بارش‌سالانه=
|شمارروزهای‌یخبندان=
|کد آماری    =۲۰۲۵۸۷
|ره‌آورد=
|پیش‌شماره=
|وبگاه=
|جمله‌خوشامد=
|پانویس=
خوش مقام، روستایی از توابع بخش مرکزی شهرستان بیجار در استان کردستان ایران است.

## جمعیت
این روستا در دهستان سیاه منصور قرار دارد و براساس سرشماری مرکز آمار ایران در سال ۱۳۸۵، جمعیت آن ۴۹۰ نفر (۱۰۷خانوار) بوده‌است.